# 近接格闘術
近接格闘術（きんせつかくとうじゅつ）は、各国の軍や特殊部隊などで訓練されている戦闘技術。徒手だけでなく、ナイフ、銃剣、警棒やスコップ、トマホークなどの武器も使用した内容である。

## 概要
主に軍人が使用する技術であり、一般的な武道や格闘技と異なり、相手（敵）の殺傷を目的としている。
現在は、国や組織、法治国家により内容は異なるが、一般人でも習得できるものもあり、人体の急所を狙うなど単純だが効果的な技で構成されていること、などが共通している。これは、軍隊では限られた訓練期間で隊員の戦闘力を高める必要があるためである。訓練時には防具や寸止めなどにより、殺人術を除く形で安全性の確保が図られる。
特殊部隊と一般部隊では訓練される内容が異なることが多く、特殊部隊では高度な近接格闘術が導入されるのに対し、一般部隊では基本技のみにとどまることが多い。また、国家や組織により訓練される内容は大きく異なり、格闘訓練を実施しない部隊や兵科もある。例えば、アメリカ陸軍では歩兵部隊以外では格闘訓練を実施しないが、アメリカ海兵隊では全地上部隊で格闘訓練が実施される。
民間人が習うことは基本的にできないが、特殊な養成所や、最近では民間向けにセミナーも開かれたり、書籍やVTRなどの形式で情報が公開されることもある。そのような場合でも基本的に高度な技術は教えず、あくまで護身術としての内容にとどまるのが普通である。

## 歴史
軍隊における起源については、武器を用いた戦闘術か、徒手による格闘術かで生まれた時期が異なる。
銃剣術については19世紀より訓練されていた。軍刀（サーベル）を用いる戦闘術として、19世紀より欧米ではフェンシングが、日本では伝統的な剣術をもとに独自に制定した軍刀術が訓練されていた。軍刀が実戦目的ではなく儀仗や礼装のためのみに佩用されるようになったことに伴い、多くの国では第一次世界大戦後に軍刀術の訓練は廃止されたが、日本では第二次世界大戦終結まで軍刀術の訓練が行われた。
ナイフ格闘術については、第一次大戦での塹壕戦で狭い塹壕内で白兵戦が生起した戦訓より、同大戦後に生まれた。
徒手格闘術についても、第一次大戦での塹壕戦で狭い塹壕内で白兵戦が生起した戦訓より、同大戦後に生まれた。この時期の徒手格闘術はボクシングや柔道が中心であった（その国の伝統武術の技法も採り入れた国もある）。徒手格闘術は、第二次大戦中にウィリアム・E・フェアバーンによって殺傷技術として洗練された（フェアバーン・システム）。フェアバーンは「サイレント・キリング」（無音殺傷法）を編みだし、連合国各国の軍・情報機関で指導した（フェアバーンは、第二次大戦以前に護身術的な要素が強い「ディフェンドゥー」も編み出している）。

## 各国の近接格闘術

### 日本
- 自衛隊格闘術
- 綜合武術格闘術
- ゼロレンジコンバット

### 中国
- 軍隊用八極拳

### 韓国
- 特攻武術

### 北朝鮮
- 撃術

### タイ
- レドリット（英語版）

### イスラエル
- クラヴ・マガ
- カパプ（英語版）

### ロシア
- システマ
- バエヴォエサンボ（コンバットサンボ）
- 軍隊式近接格闘術

### アメリカ
- サイレント・キリング
- Modern Army Combatives
- MCMAP

### イギリス
- ディフェンドゥー
- サイレント・キリング

### 東南アジア
- ローコンバット